# Palladius (médecin)
Pour les articles homonymes, voir Palladius.
Palladius (en grec ancien : Παλλάδιος) est un médecin grec de l'Antiquité tardive, surtout connu pour ses commentaires de plusieurs ouvrages d'Hippocrate. Il pourrait avoir reçu son titre de « Iatrosophiste » en ayant enseigné la médecine à Alexandrie. Ses dates de naissances et de mort sont inconnues, mais comme il cite Galien et est lui-même cité par Rhazès, il aurait vécu entre le IIIe et le IXe siècle apr. J.-C.